# Jagdgeschwader 302
302-я истребительная эскадра (нем. Jagdgeschwader 302, (JG302)) — эскадра истребителей люфтваффе. Была сформирована 1 ноября 1943 года в Штаде и Дёберитце. Эскадру предполагалось использовать по тактике «Wilde Sau» — «дикий кабан», атаки ночью бомбардировщиков союзников при свете пожаров. Группа I./JG302 базировалась в Ютеборге, II./JG302 в Людвиглюсте, a III./JG302 в Ольденбурге. I./JG302 сражалась в Финляндии, Австрии и Венгрии. Одной из обязанностей летчиков группы стало сопровождение самолетов Мессершмитт Me.410, атаковавших бомбардировщики союзников. Группа понесла тяжёлые потери и была включена в состав III./JG301; II./JG302 сражалась над Германией, где также производила и ночные полеты. III./JG302 дислоцировалась на севере Германии и, в общем, в напряжённых боях не участвовал. В мае 1944 года эскадра была расформирована.

## Состав эскадры

### Geschwaderkommodoren (командиры эскадры)
| командующий         | период                     | примечания |
| ------------------- | -------------------------- | ---------- |
| майор Эвальд Янссен | ноябрь 1943 — февраль 1944 |            |
| майор Курт Петерс   | 2 марта 1944 — июнь 1944   |            |

### Gruppenkommandeure I./JG302 (командиры группы I./JG302)
| командующий              | период                             | примечания |
| ------------------------ | ---------------------------------- | ---------- |
| гауптман Рихард Левенс   | 1 ноября 1943 — 20 августа 1944    |            |
| гауптман Вильгельм Фулда | 28 августа 1944 — 30 сентября 1944 |            |

### Gruppenkommandeure II./JG302 (командиры группы II./JG302)
| командующий               | период                         | примечания |
| ------------------------- | ------------------------------ | ---------- |
| майор Троймунд Энгельхард | 1 ноября 1943 — 21 января 1944 |            |

### Gruppenkommandeure III./JG302 (командиры группы III./JG302)
| командующий | период | примечания |
| ----------- | ------ | ---------- |
| ?           | ?      |            |